# Конкорд (станция метро)
Конкорд (фр. Concorde) — пересадочный узел Парижского метрополитена между линиями 1, 8 и 12, расположенный в центральной части города в I округе. На станции установлены автоматические платформенные ворота.

## Этимология названия
Пересадочный узел получил название по площади Согласия. Рядом с ней располагаются сад Тюильри, Национальное собрание Франции и Бурбонский дворец.

## История
- Первым в пересадочном узле открылся зал линии 1. Это произошло 13 августа 1900 года, чуть менее, чем через месяц после запуска самого первого участка Парижского метро. (Порт-де-Венсен — Порт-Майо). Однако через несколько месяцев, 1 октября 1900 года, на станции произошло первое крупное ЧП в истории Парижского метро[3].
- Зал линии 12 открылся 5 ноября 1910 года в составе тогдашней линии А компании Север-Юг (фр. Nord-Sud Company), получившей 27 марта 1931 года современный номер 12. Зал линии 8 открылся 12 марта 1914 года, через 8 месяцев после пуска самого участка (Шарль-Мишель (с 1937 года на линии 10) — Опера), на котором зал находится. Это было связано с неготовностью этого зала и зала станции Энвалид линии 8 на момент запуска линии в 1913 году).
- Пассажиропоток пересадочного узла по входу в 2012 году, по данным RATP, составил 7 052 932 человек[4]. В 2013 году этот показатель вырос до 7 176 639 пассажиров (37 место по уровню входного пассажиропотока в Парижском метро)[5].

## Галерея

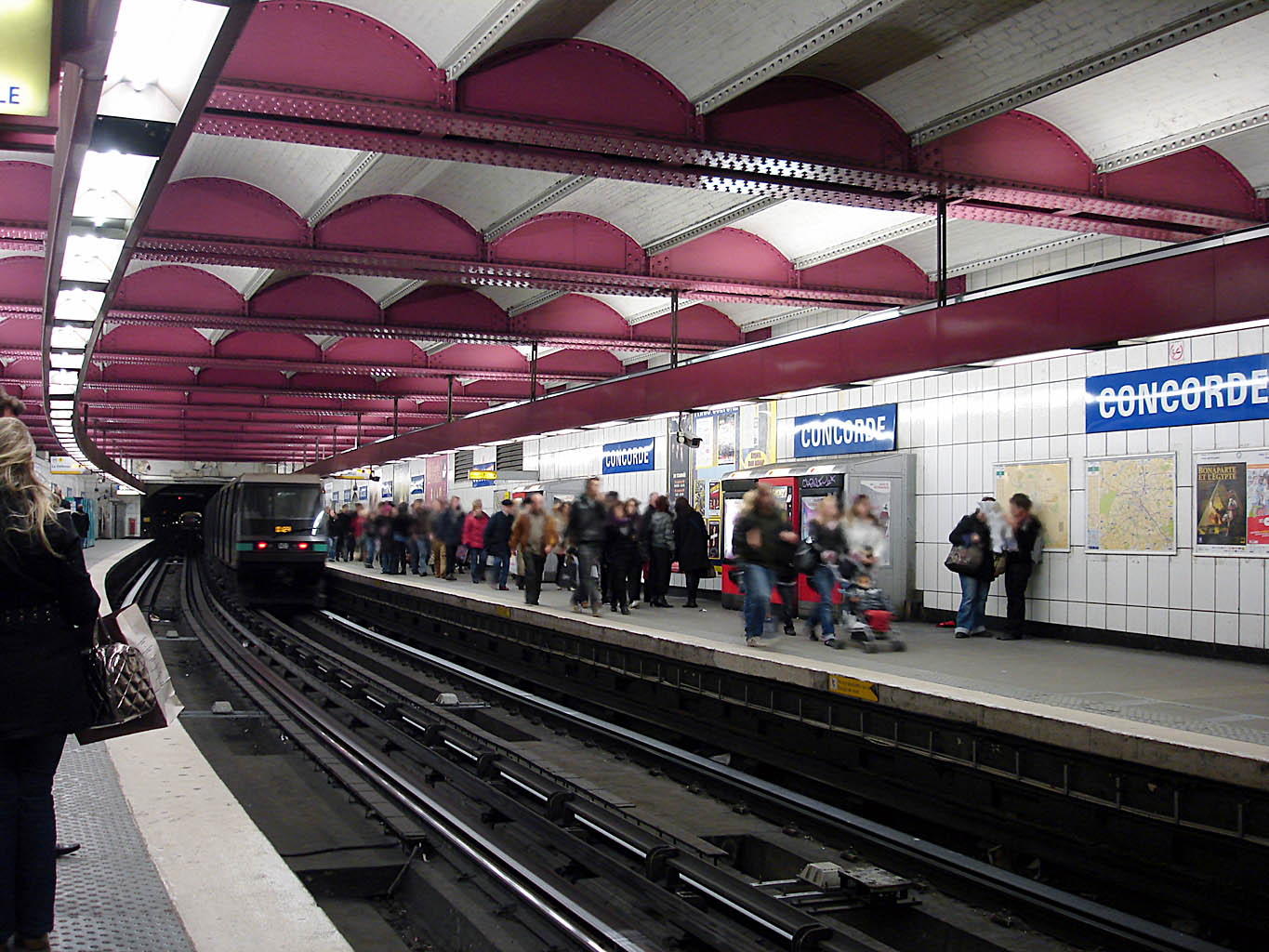
Состав модели MP 89CC в зале линии 1
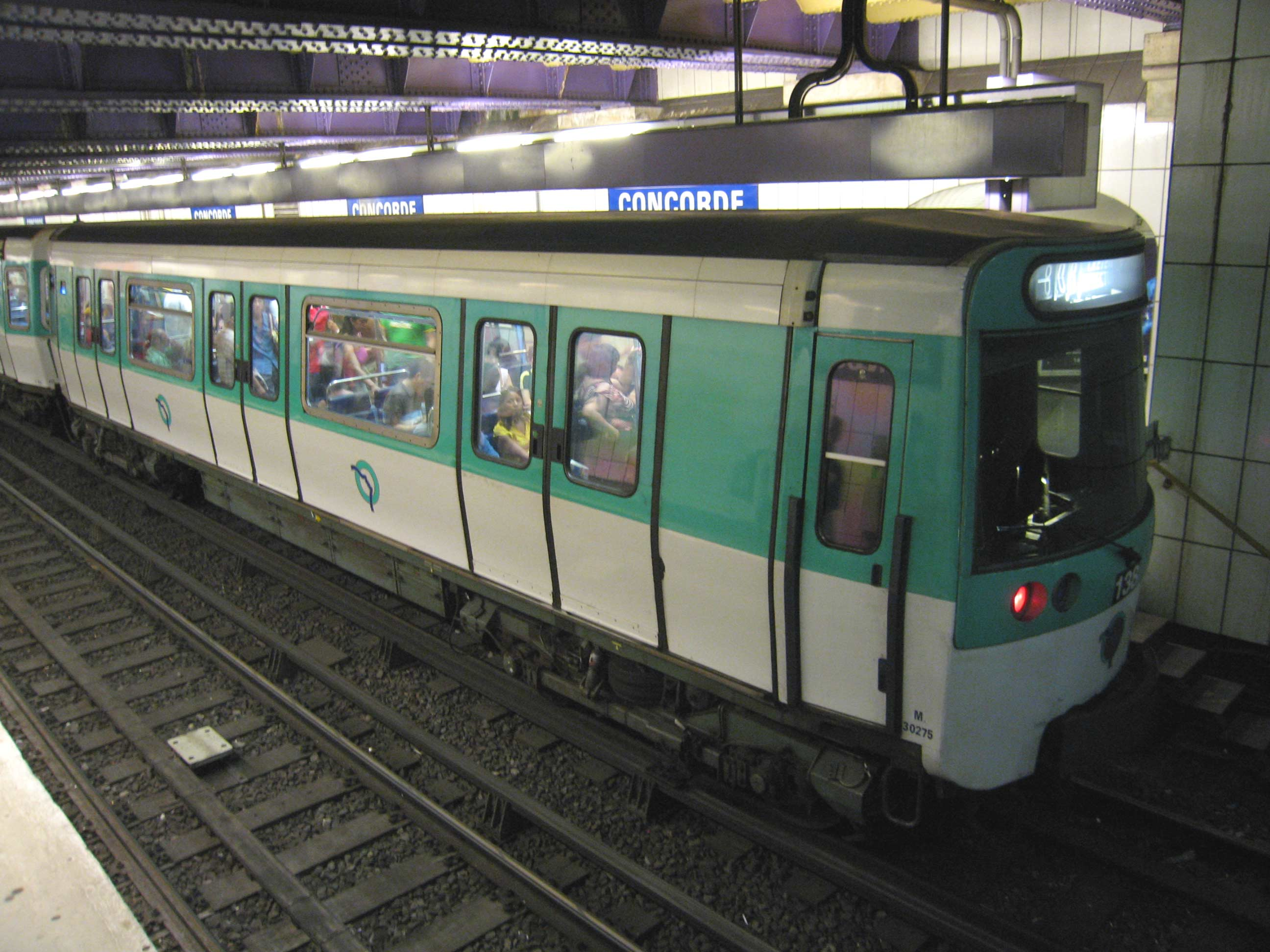
Состав модели MF 77 в зале линии 8
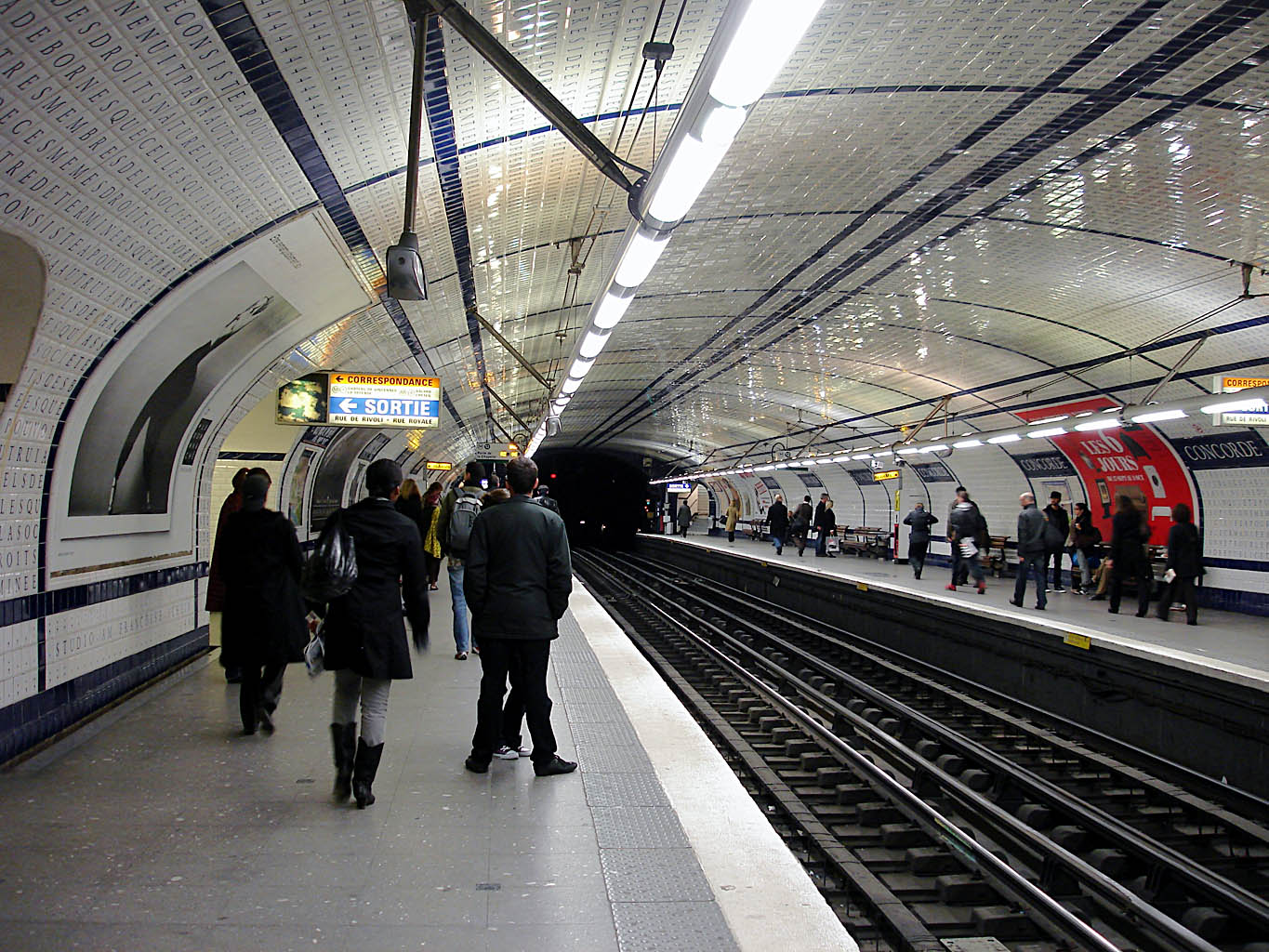
Платформы линии 12
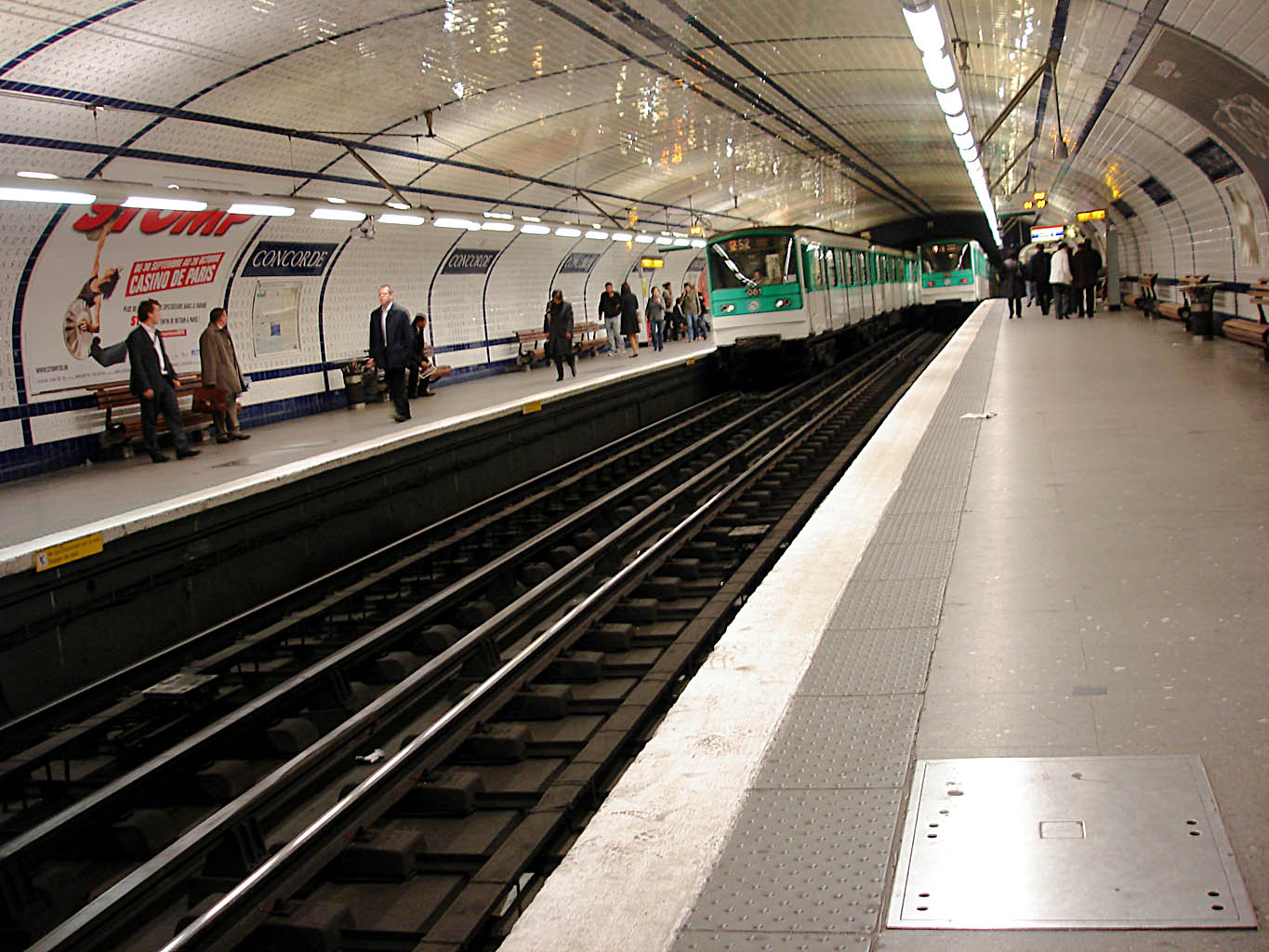
Состав модели MF 67 в зале линии 12

## Путевое развитие
На линии 8 к северу от станции располагается пошёрстный съезд, а к югу — служебная соединительная ветвь на линию 1.

## Станция в литературе
Станция нашла своё отражение в поэме известного поэта-имажиста Эзры Паунда «На станции метро» (англ. In a Station of the Metro)